# Ian Christie (Musiker)
Robert Ian Christie (* 2. Juni 1927 in Blackpool; † 19. Januar 2010 in London) war ein britischer Jazz-Klarinettist und Autor.

## Leben und Wirken
Ian Christie war Sohn eines schottischen Klavierstimmers, der Banjo spielte. Auf seinem Instrument Klarinette war er Autodidakt. Er verließ die Schule, um eine Ausbildung als Elektriker zu beginnen, als er mit Kriegsbeginn zum National Service in der Royal Air Force eingezogen wurde. Nach Kriegsende besuchte er einen Fotografen-Kurs und zog dann nach London, wo sein Bruder, der Posaunist Keith Christie (1931–1980) bei Humphrey Lyttelton spielte. Lyttleton setzte ihn als zweiten Klarinettisten neben Wally Fawkes ein. 1949 trat die Band mit Sidney Bechet in London auf und spielte eine Schallplatte mit ihnen ein.
Bekannt wurde er mit der gemeinsam mit Keith Christie 1951 gebildeten Formation Christie Brothers Stompers, die zu der englischen Traditional Jazz Szene der 1950er Jahre gehörte. Zu dieser Gruppe gehörten auch Ken Colyer am Kornett und später Dicky Hawdon als Trompeter sowie zeitweise Neva Raphaello und Pat Hawes. Aufnahmen entstanden für eine EP bei Melodisc; nach einer weiteren Schallplatte („You Always Hurt the One You Love“/„I'm so Glad“) löste sich die Band auf. Während sein Bruder sich Johnny Dankworth anschloss, ging Ian Christie zu Alex Welshs Band, danach zu Mick Mulligan. Mit dem Abebben des Trad Jazz-Booms löste Mulligan 1962 seine Band auf, und Christie begann als Autor zunächst für das Magazin Lilliput über Schallplatten- und Konzertkritiken zu schreiben. In den folgenden 26 Jahren berichtete er über Theater-, Fernsehen- und Film-Ereignisse für den Daily Express.
1990 zog er sich aus dem Journalismus zurück und begann erneut, als Musiker aufzutreten. Bereits 1982 entstanden Aufnahmen (That's the Blues, Old Man) mit Wally Fawkes sowie mit eigenem Quartett, den Charismatic Codgers (Turned Out Nice Again); ferner spielte er noch mit Graham Tayars Crouch End AllStars. In seinen letzten Jahren erkrankte er an Parkinson.

## Diskographische Hinweise
- Ian und Keith Christie: Christie Brothers Stompers (Caddillac, 1951–52)
- Humphrey Lyttelton: The Parlophones Volume One-Four (Calligraph)
- Alex Welsh: Live at Royal Festival Hall 1954-1955 (Lake)